# Одорант
Одора́нт (от лат. odor «запах») — вещество, используемое в качестве примеси к газу для придания ему запаха, по большей части предупреждающего. В высоких концентрациях все одоранты ядовиты, но для придания запаха опасным, не имеющим запаха газам, одоранты добавляют в них в столь незначительных концентрациях, что не представляют угрозу здоровью. Например, порог ощущения запаха этантиола в воздухе для человека составляет менее 0,1 ppm. Наиболее часто используемые одоранты — серосодержащие органические соединения, обладающее резким неприятным запахом. В основном используют производные от меркаптанов и акролеина, смесей меркаптанов с сульфидами. 
Одоранты могут иногда применяться как химическое оружие. Во время Крымской войны была предпринята попытка применения «вонючих бомб». М. Ф. Райнеке, близкий друг П. С. Нахимова писал в дневнике:
13 [мая 1854 г.] четверг
Сегодня привезены из Одессы две вонючие бомбы, брошенные в город 11 апр[еля] с анг[лийских] и фр[анцузских] пароходов. Одну из них стали вскрывать во дворе у Меншикова в присутствии Корнилова, и прежде совершенного вскрытия втулки нестерпимая вонь так сильно обдала всех, что Корнилову сделалось дурно; поэтому перестали отвинчивать втулку и отдали обе бомбы в аптеки для разложения их состава. Такая же бомба была вскрыта в Одессе, и канонир, вскрывавший её, лишился чувств, получив сильную рвоту; два дня он был болен, и не знаю — выздоровел ли.